# Ocalli (distrito)
Ocalli é um distrito peruano localizado na Província de Luya, departamento Amazonas. Sua capital é a cidade de Ocalli.

## Transporte
O distrito de Ocalli é servido pela seguinte rodovia:
- AM-103, que liga o distrito de Lonya Grande  à cidade de Lonya Chico [2][3][4]